# José Manuel Balmaceda
José Manuel Balmaceda, född 19 juli 1840, död 18 september 1891, var en chilensk president. Han föddes i den chilenska kuststaden Santo Domingo, i Región de Valparaíso, som den äldste av tolv barn.
Balmaceda verkade från 1882 som inrikesminister för kyrkans skiljande från staten och genomdrev 1884 civiläktenskap. Han var president 1886-91, men råkade i strid med kongressen angående penningkrav. Ett kort inbördeskrig utbröt 1891, där Storbritannien stödde kongressen och militärmakten, på grund av sina stora intressen i salpeterproduktionen. Det slutade med att Blamaceda störtades och begick självmord.